# La Ruse de Miss Plumcake
Pour plus de détails, voir Fiche technique et Distribution.
La Ruse de Miss Plumcake  (ou À qui l'héritière ?) est un film muet français réalisé par Georges Denola, sorti en 1911.

## Fiche technique
- Titre : La Ruse de Miss Plumcake
- Titre alternatif : À qui l'héritière ?
- Réalisation : Georges Denola
- Scénario : René Chavance
- Photographie :
- Montage :
- Société de production : Société cinématographique des auteurs et gens de lettres (S.C.A.G.L.)
- Société de distribution : Pathé frères
- Pays d'origine :  France
- Langue : français
- Métrage : 180 mètres
- Format : Noir et blanc — 35 mm — 1,33:1 — Muet
- Genre : Comédie
- Durée : 6 minutes
- Dates de sortie : 
  -  France : 28 juillet 1911

## Distribution
- Mistinguett : Miss Plumcake
- Louis Baron fils
- Andrée Pascal
- Charles Lorrain
- Charles Dechamps
- Émile Mylo
- Félix Gandéra
- Fernand Tauffenberger
- Cécile Barré
- Louis Brunais